# Monte Estância
O Monte Estância, com 387 m de altitude é o ponto mais elevado da ilha da Boa Vista em Cabo Verde.
Tem origem vulcânica e fica situado a 17 km a sudoeste de Sal Rei.